# 黒石ひとみ
黒石 ひとみ（くろいし ひとみ）は、日本のシンガーソングライター、作詞家、作曲家。
石川県金沢市出身。血液型はB型。株式会社ケイ・アイ・エム (Kim Studio) 所属。全曲のサウンド・プロデュースを伊藤圭一（Kim Studio）が手がけている。
歌唱時には Hitomi の名を用いる。別の女性音楽家2名との3人組ユニット「Dolce Triade」で活動していたこともある。

## 概要
囁くように優しいウィスパーボイスによる歌唱は「エンジェル・フェザー・ボイス」と呼ばれ、数々のアニメ作品で印象的に用いられる。
映像作品への楽曲提供に定評があり、谷口悟朗監督作品、GONZO作品、ヤマサキオサム監督作品をはじめ、映画のテーマ曲やBGM、挿入歌・主題歌・劇中音楽の依頼など幅広い。アーティストへの楽曲提供も手掛ける。
録音に労力を費やし、ほとんど姿を見せない“幻”のアーティストでありながら、神秘的で包容力ある声と透明感あふれるサウンドは、作品を発表するたびに話題となる。ヒーリング、ボーカル音楽からオーケストレーションまで、美しいメロディと独特のアレンジ手法で、フィールドを越えて活動。自ら脚本を書いたり、写真やデザインもこなす。
2008年8月には、ビクターエンタテインメント（現・flying DOGレーベル）作品に提供した代表的な音曲をまとめたコンピレーションアルバム『Angel Feather Voice』を、2011年12月には、flying DOG作品に提供した劇中音楽を中心にまとめた『Angel Feather Voice 2』をリリース。ライフワーク的な作品として、ヒーリング音楽の『美しの里』シリーズがある。

## 参加作品
星猫フルハウス （OVA アートランド 1989年） 歌：LISP・黒石ひとみ 全作詞：石黒昇
- GALACTIC ECSTASY（OP曲）
  - 作曲・編曲：黒石ひとみ
- 静かの海のルンバ
  - 作曲・編曲：黒石ひとみ
- そして全てが終り
  - 作曲：黒石ひとみ 編曲：長岡成貢
- 瞳の中へ
  - 作曲：MILK 編曲：黒石ひとみ
- 秘密のDARK PIRATES
  - 作曲・編曲：和田薫
- 銀色の河（ED曲）
  - 作曲：MILK 編曲：黒石ひとみ

朱鷺色怪魔（1989年）
- クリスタルライブ（ED曲）
  - 歌・作詞：鈴宮和由 作曲・編曲：黒石ひとみ・渡辺格

WARASHI
- Tell Me（OP曲）
  - 歌：亜里香 作詞・作曲・編曲：黒石ひとみ
- 女神たちのRevolution（ED曲）
  - 歌：亜里香 作詞・作曲・編曲：黒石ひとみ

戦国武将列伝 爆風童子ヒッサツマン（1990年）
- 微笑から始めたい（OP曲）
  - 歌：立花理佐 作詞・作曲・編曲：黒石ひとみ
- 本気〜Stay with me〜（ED曲）
  - 歌：立花理佐 作詞・作曲・編曲：黒石ひとみ

白鳥麗子でございます!（1990年）
- ハートが危ない!（OP曲）
  - 歌：立花理佐 作詞・作曲・編曲：黒石ひとみ
- All My Life
  - 歌：Hitomi 作詞：Sherri Michael 作曲・編曲：黒石ひとみ
- Special to Me
  - 歌：Hitomi 作詞：Sherri Michael 作曲・編曲：黒石ひとみ
- Don't Stop Love
  - 歌：Hitomi 作詞：Sherri Michael 作曲・編曲：黒石ひとみ
- 不思議なDestiny（ED曲）
  - 歌：立花理佐 作詞・作曲・編曲：黒石ひとみ

天命燃ゆ（1990年 第41回NHK紅白歌合戦にて歌唱）
- 天命燃ゆ
  - 歌：小林幸子 作詞・作曲・編曲：黒石ひとみ
- 七夕慕情
  - 歌：小林幸子 作詞・作曲・編曲：黒石ひとみ

Doki Doki ヴァージン もういちど I LOVE YOU（1990年 にっかつビデオ 主演：中山忍 監督：中原俊
- 音楽担当

NHK みんなのうた
- チーちゃんのひみつ（1991年）
- キッチンレディー（1995年）

NHK 音楽ファンタジー・ゆめ（1992年）
- ブラームス作曲ハンガリー舞曲を編曲

テレビで話そう（1995年）
- 心だけはそばに（MXテレビ開局から始まった「テレビで話そう」主題歌）

CD『美しの里〜LEGEND OF PEACH VALLEY』（ケイ・アイ・エム 2001年）
- 葉祥明の絵本「美しの里」のイメージCD。音楽・歌担当。

ベイベーばあちゃん（2002年）
- Everybody〜地図のない旅（OP曲）
  - 歌：ほのか 作詞：Honoka 作曲・編曲：黒石ひとみ

プラネテス（NHK 2003年）
- A secret of the moon
  - 歌：Hitomi 作詞・作曲・編曲：黒石ひとみ
- PLANETES[affettuosso]
  - 歌：Hitomi 作詞・作曲・編曲：黒石ひとみ
- PLANETES[arioso]
  - 演奏：山本由紀 作曲：黒石ひとみ
- PLANETES（最終回ED曲）
  - 歌：Hitomi 作詞・作曲・編曲：黒石ひとみ

LAST EXILE（2003年 劇伴すべて担当）
- Over The Sky
  - 歌：Hitomi 作詞・作曲・編曲：黒石ひとみ
- Rays Of Hope
  - 歌：Hitomi 作詞・作曲・編曲：黒石ひとみ

（2003年 Dolce Triadeを参照）
ガン×ソード（2005年、劇伴を担当）
- La Speranza
  - 歌：Hitomi 作詞・作曲：黒石ひとみ 編曲：高野寛
- Paradiso（スポットED曲）
  - 歌：Hitomi 作詞・作曲・編曲：黒石ひとみ

CD『Blue Bird Blue』（全曲ボーカル・アルバム ケイ・アイ・エム 2005年）
- 葉祥明の絵本「クレストンの青い鳥」のイメージCD。音楽・歌担当。

コードギアス 反逆のルルーシュ（2006年 劇伴一部・挿入歌・キャラクターソング担当）
- Stories
  - 歌：Hitomi 作詞・作曲・編曲：黒石ひとみ
- Stream of Consciousness
  - 作曲・編曲：黒石ひとみ
- The First Signature
  - 作曲・編曲：黒石ひとみ
- Strange Girl
  - 作曲・編曲：黒石ひとみ
- Masquerade
  - 歌：Hitomi 作詞・作曲・編曲：黒石ひとみ
- Awakening of the Child
  - 作曲・編曲：黒石ひとみ
- Stray Cat
  - 作曲・編曲：黒石ひとみ
- With You
  - 作曲・編曲：黒石ひとみ
- Alone
  - 歌：Hitomi 作詞・作曲・編曲：黒石ひとみ
- Baked Words
  - 作曲・編曲：黒石ひとみ
- Innocent Days
  - 歌：Hitomi 作詞・作曲・編曲：黒石ひとみ
- REINCARNATION
  - 歌：C.C.（ゆかな） 作詞・作曲・編曲：黒石ひとみ
- 晴れのち夏の雨
  - 歌：シャーリー（折笠富美子） 作詞：黒石ひとみ 作曲・編曲：中野定博
- プラチナ・ソウル
  - 歌：カレン（小清水亜美） 作詞：黒石ひとみ 作曲・編曲：中野定博
- Dear My Friend
  - 歌：ミレイ（大原さやか） 作詞：黒石ひとみ 作曲・編曲：中野定博
- 優しい世界
  - 歌：ナナリー（名塚佳織） 作詞・作曲・編曲：黒石ひとみ

WALKING TOUR（絵本＋CD 学研 2006年） 学研の絵本『WALKING TOUR』付属CDに収録のイメージソング・Flashの音楽・ナレーションを担当。
- Walking Tour
  - 歌：Hitomi 作詞・作曲・編曲：黒石ひとみ
- Walking Tour (Airy Mix)
  - 歌：Hitomi 作詞・作曲・編曲：黒石ひとみ
- Endless Journey
  - 歌：Hitomi 作詞・作曲・編曲：黒石ひとみ

コードギアス 反逆のルルーシュR2（2008年 劇伴一部・挿入歌・キャラクターソング担当）
- Sensibility
  - 歌：Hitomi 作詞・作曲・編曲：黒石ひとみ
- Memory of 0
  - 作曲・編曲：黒石ひとみ
- Across the Borderline
  - 作曲・編曲：黒石ひとみ
- World Depression
  - 作曲・編曲：黒石ひとみ
- Super Natural
  - 作曲・編曲：黒石ひとみ
- Love is Justice
  - 作曲・編曲：黒石ひとみ
- Death Work
  - 作曲・編曲：黒石ひとみ
- Lullaby of M
  - 歌：Hitomi 作詞・作曲・編曲：黒石ひとみ
- If I were a Bird
  - 作曲・編曲：黒石ひとみ
- 僕は、鳥になる。
  - 歌：Hitomi 作詞・作曲・編曲：黒石ひとみ
- Cheese
  - 作曲・編曲：黒石ひとみ
- Pure Feelings
  - 作曲・編曲：黒石ひとみ
- Memory Museum
  - 作曲・編曲：黒石ひとみ
- Nunnally
  - 作曲・編曲：黒石ひとみ
- Birthplace
  - 作曲・編曲：黒石ひとみ
- Continued Story
  - 歌:Hitomi 作詞・作曲・編曲：黒石ひとみ
- CONNECT
  - 歌：C.C.（ゆかな） 作詞・作曲・編曲：黒石ひとみ
- アラベスク
  - 歌：ロロ（水島大宙） 作詞：黒石ひとみ 作曲・編曲：中野定博
- REGENERATION 
  - 歌：ルルーシュ（福山潤） 作詞：黒石ひとみ 作曲・編曲：中野定博
- One More Chance
  - 歌：カレン（小清水亜美） 作詞：黒石ひとみ 作曲・編曲：中野定博
- 天子的憲法四条
  - 歌：天子（松元環季） 作詞：黒石ひとみ 作曲・編曲：中野定博
- 星夜
  - 歌：天子（松元環季） 作詞・作曲・編曲：黒石ひとみ

シャングリ・ラ（2009年 劇伴すべて担当）
- EDテーマ「はじまりの朝に光あれ。」
  - 作詞・作曲・編曲：黒石ひとみ 歌：midori
- EDテーマ「月に隠せし蝶の夢」
  - 作詞・作曲・編曲：黒石ひとみ 歌：midori
- 挿入歌「オレンジかんだら」（第12話）
  - 作詞・作曲・編曲：黒石ひとみ 歌：マジカルギーナ（松元環季）

ケロロ軍曹（2010年）
- EDテーマ「くっつけはっつけワンダーランド」
  - 作詞・作曲・編曲：黒石ひとみ 歌：松元環季

DVD『美しの里（ロッキー山脈編）〜The Breaths of Glacier』（ケイ・アイ・エム 2011年）
NHK 海のトワイライトゾーン（2011年）
- 地球に生まれて（OPテーマ）
  - 歌・作詞・作曲・編曲：黒石ひとみ
- 魚になれた日（EDテーマ）
  - 歌・作詞・作曲・編曲：黒石ひとみ

CD『海のトワイライトゾーン』（サウンドトラックCD ケイ・アイ・エム 2011年）
ラストエグザイル-銀翼のファム-（2011年 劇伴すべて担当）
- EDテーマ「Starboard」
  - 歌：Hitomi 作詞・作曲・編曲：黒石ひとみ
- 挿入歌
  - 以下、歌：Hitomi 作詞・作曲・編曲：黒石ひとみ
    - 「A Rose in the Wind」
    - 「Wings of Honor」
    - 「I've Got Friends」
    - 「Everything I Wish」
    - 「風の境界線」

コードギアス 反逆のルルーシュ ナナリーinワンダーランド（2012年）
CD＆DVD『地球のみんな・Walking Tour』（ケイ・アイ・エム 2013年）
- 東日本大震災 被災地の子供達に勇気付けられて生まれた歌「地球のみんな」
  - 歌：子供達 作詞・作曲・編曲：黒石ひとみ
- DVD「Walking Tour」
  - 歌：Hitomi 作詞・作曲・編曲：黒石ひとみ

CD『もっと素敵になるために』（ケイ・アイ・エム 2013年）
龍 -RYO-（文化庁プロジェクト アニメミライ2013 GONZO 劇伴すべて担当）
- EDテーマ「ユビキリ」
  - 歌：Hitomi 作詞・作曲・編曲：黒石ひとみ

八犬伝—東方八犬異聞—（2013年 ヤマサキオサム総監督 劇伴・イメージソング担当）
- 挿入歌「雪のひとひら」
  - 歌：Hitomi 作詞・作曲・編曲：黒石ひとみ
- イメージソング
  - 全作詞・作曲・編曲：黒石ひとみ
    - 「無敵のBuddy」
      - 歌：柿原徹也・岡本信彦

    - 「風雷行路」
      - 歌：前野智昭・寺島拓篤

    - 「絆は思いで出来ている」
      - 歌：高垣彩陽・明坂聡美

    - 「選ばれし者のために」
      - 歌：神谷浩史・浪川大輔

    - 「無限の夜に舞う刀」
      - 歌：三宅淳一・進藤尚美

    - 「純潔」
      - 歌：柿原徹也・日野聡

    - 「Luna Rainbow」
      - 歌：明坂聡美・荒川美穂

    - 「僕らの理由」
      - 歌：藤原啓治・神谷浩史・浪川大輔・明坂聡美

    - 「始まるかもしれない」
      - 歌：浪川大輔・高垣彩陽

    - 「氷花」
      - 歌：能登麻美子

    - 「Silent Sky」
      - 歌：代永翼・森田成一

    - 「hide your fires」
      - 歌：日野聡

    - 「天翔る絆の旅」
      - 歌：柿原徹也・神谷浩史

CD『ハープで聴く美しの里』（ケイ・アイ・エム 2014年） 演奏：朝川朋之 作曲：黒石ひとみ
ドラマCD『源氏物語〜男女逆転恋唄〜』（2014年・2015年） 作曲・編曲：黒石ひとみ
- 明石之巻「萌芽」
  - 歌：斉藤壮馬 作詞：浦井アンナ
- 好敵手CD
  - 葵×夕顔「愛し君」
    - 歌：小野賢章・江口拓也 作詞：浦井アンナ

  - 紫×六条「うたかたの夢」
    - 歌：木村良平・鳥海浩輔 作詞：浦井アンナ

  - 月夜×頭中将「密か事」
    - 歌：鈴木達央・前野智昭 作詞：浦井アンナ

  - 葵×夕顔「愛し君」
    - 歌：小野賢章・江口拓也 作詞：浦井アンナ
- 恋敵CD
  - 夕顔×明石「咲き誇れこの胸で」
    - 歌：江口拓也・斉藤壮馬 作詞：黒石ひとみ

  - 葵×頭中将「まほろばの月」
    - 歌：小野賢章・前野智昭 作詞：黒石ひとみ

料理番組『東京乙女レストラン』（2015年 BGMも一部担当）
- 1期主題歌「東京乙女レストラン」
  - 歌：森久保祥太郎・花江夏樹 作詞・作曲・編曲：黒石ひとみ
- 2期主題歌「踊るキッチン〜あなたに最高の笑顔を〜」
  - 歌：森久保祥太郎・花江夏樹 作詞・作曲・編曲：黒石ひとみ

映画『蘇生』（2015年 白鳥哲監督 劇伴すべて担当）
- メイン・テーマ「古代からの贈り物」
  - 作曲：黒石ひとみ 演奏：美しの里プロジェクト

CD『ギターで聴く美しの里』（ケイ・アイ・エム 2015年）演奏：古川忠義 作曲：黒石ひとみ
CD『美しの里〜大地の再生』（ケイ・アイ・エム 2015年）
Japan Expo、HYPER JAPAN でのステージ披露
2015年7月、パリのJapan Expo、ロンドンのHYPER JAPANに招待され、1万5000人収容のステージで歌を披露。パーカッショニストの梯郁夫、美しの里シスターズ（二胡、琵琶）も同行。
映画『少女椿』（2016年 TORICO監督 劇伴すべて担当）
ドラマCD『源氏物語〜男女逆転恋唄〜』（2016年） 作詞・作曲・編曲：黒石ひとみ
- アプリゲーム主題歌「胡蝶の夢」
  - 歌：小野賢章・木村良平・鳥海浩輔・鈴木達央・江口拓也・前野智昭
- 恋敵CD
  - 紫×月夜「夜伽草子」
    - 歌：木村良平・鈴木達央

  - 六条×月夜「緋扇の舞」
    - 歌：鳥海浩輔・鈴木達央

TV番組『江口拓也の俺たちだって癒されたい!』（2016年、BGMも担当）
- 主題歌「君に続く旅」
  - 歌：江口拓也・西山宏太朗 作詞・作曲・編曲：黒石ひとみ

TV番組『江口拓也の俺たちだってもっと癒されたい!』（2016年、BGMも担当）
- 主題歌「オレンジスカイ」
  - 歌：江口拓也・西山宏太朗 作詞・作曲・編曲：黒石ひとみ

TV番組『西山宏太朗の健やかな僕ら』（2016年、BGMも担当）
- 主題歌「プカプカペンギン」
  - 歌：西山宏太朗 作詞・作曲・編曲：黒石ひとみ
- 挿入歌「明日のストライド」
  - 歌：西山宏太朗 作詞・作曲・編曲：黒石ひとみ

タイムトラベル少女〜マリ・ワカと8人の科学者たち〜（2016年 ヤマサキオサム監督 劇伴すべて担当）
CD『江口拓也の俺癒 ＆ 西山宏太朗の健僕 主題歌集』（MOVIC 2017年） 音楽：黒石ひとみ
- ボーナス・トラック「Stand by you!」
  - 歌：Tバッカーズ［江口拓也・西山宏太朗・斉藤壮馬］
  - 作詞・作曲・編曲：黒石ひとみ

TV番組『江口拓也の俺たちだっても〜っと癒されたい!』（2017年 BGMも担当）
- 主題歌「レミファ旅のソラ」
  - 歌：江口拓也・西山宏太朗 作詞・作曲・編曲：黒石ひとみ

TV番組『斉藤壮馬の和心を君に』（2017年 BGMも担当）
- 主題歌「花鳥風月」
  - 歌：Tバッカーズ［江口拓也・西山宏太朗・斉藤壮馬］
  - 作詞・作曲・編曲：黒石ひとみ

CD『ライアーで聴く美しの里』（ケイ・アイ・エム 2017年）
18if（2017年 GONZO 第7話の劇伴を担当）
覇穹 封神演義（2018年）
- EDテーマ「間遠い未来」
  - 歌・作詞：やなぎなぎ 作曲・編曲：黒石ひとみ

TV番組『西山宏太朗の健僕ピース』（2018年、BGMも担当）
- 主題歌「プカプカペンギン」
  - 歌：西山宏太朗 作詞・作曲・編曲：黒石ひとみ
- 挿入歌「明日のストライド」
  - 歌：西山宏太朗 作詞・作曲・編曲：黒石ひとみ

映画『コードギアス 反逆のルルーシュ I 興道』（2018年 劇伴・挿入歌担当）
映画『コードギアス 反逆のルルーシュ II 叛道』（2018年 劇伴・挿入歌担当）
映画『コードギアス 反逆のルルーシュ III 皇道』（2018年 劇伴・挿入歌担当）
TV番組『西山宏太朗の健僕ピース』（2018年、BGMも担当）
- 主題歌「感謝でいっぱい」
  - 歌：西山宏太朗 作詞・作曲・編曲：黒石ひとみ
- 挿入歌「明日のストライド」
  - 歌：西山宏太朗 作詞・作曲・編曲：黒石ひとみ

TV番組『鳥海浩輔・前野智昭の大人のトリセツ』（2018年、BGMも担当）
- OPテーマ「恋してMoonlight」
  - 歌：鳥海浩輔・前野智昭 作詞・作曲・編曲：黒石ひとみ
- EDテーマ「伝説のSweetie」
  - 歌：鳥海浩輔・前野智昭 作詞・作曲・編曲：黒石ひとみ

CD『恋してMoonlight/伝説のSweetie〜鳥海浩輔・前野智昭の大人のトリセツ主題歌CD〜』（MOVIC 2018年） 音楽：黒石ひとみ
『RErideD-刻越えのデリダ-』（2018年）
- EDテーマ「トキノツバサ」
  - 歌：マージュ（M・A・O）＆ユーリィ（茜屋日海夏）
  - 作詞・作曲・編曲：黒石ひとみ

虫籠のカガステル（2020年劇伴・挿入歌・ED担当） 歌・作詞・作曲・編曲：黒石ひとみ
- 第4話ED「Called to the Sky」

- 挿入歌
  - 「Dead or Alive」
  - 「Fairy Song」

- クロージング・ソング「Sheep Clouds across the Sky」

## CDアルバム
『美しの里〜LEGEND OF PEACH VALLEY』
1. 美しの里
2. 風色の稜線
3. やすらぎが降りてくる午後
4. 愛へのトビラ
5. やさしさの波紋
6. さまよう途
7. 天空に守られて
8. 桃の谷
9. 光と静寂のデュオ
10. 美しの里 (Windy Version)
11. 古代からの贈り物
12. 奇跡の地〜LEGEND OF PEACH VALLEY

『LEGEND OF PEACH VALLEY』（英語版）
『美しの里〜The World of Beauty』
『The World of Beauty』（英語版）
『美しの里〜四季』 美しの里プロジェクト
1. 幸せの水鏡
2. 待ち春の森
3. 君に贈る歌
4. 太陽の子守歌
5. 桜花火
6. 美しの里
7. 風と大地のボレロ
8. 宵待月
9. あした見る夢
10. 萩の花咲く頃
11. 夕暮れのミュージアム
12. 雪の回廊

『Blue Bird Blue』
1. Fly High
2. ありのままで
3. Anything for you
4. Bird of Paradise
5. Blue Bird's Song
6. Reflections on the sea
7. 世界に降る朝
8. It's a big bad world
9. あなただけへのLove Song
10. Fly High (Piano Solo)
11. 美しの里 -The World of Beauty- (New Version)

『Angel Feather Voice』（エンジェル・フェザー・ボイス）
2008年8月13日発売
作詞・作曲・編曲：黒石ひとみ 歌：Hitomi（黒石ひとみ）
1. Innocent Days（コードギアス 反逆のルルーシュ）
2. Alone（コードギアス 反逆のルルーシュ）
3. Stories（コードギアス 反逆のルルーシュ）
4. Masquerade（コードギアス 反逆のルルーシュ）
5. La Speranza（ガン×ソード）
6. Paradiso（ガン×ソード）
7. PLANETES（プラネテス）
8. A secret of the moon（プラネテス）
9. A New World Has Come（LAST EXILE）
10. Rays Of Hope（LAST EXILE）
11. Prayer For Love（LAST EXILE）
12. Requiem In The Air（LAST EXILE）
13. Over The Sky（LAST EXILE）

ボーナス・トラック
1. PLANETES[cadenza]（プラネテス 最終話Ver.）

NHK BS『海のトワイライトゾーン』サウンドトラックCD（2011年）
1. 地球に生まれて（オープニング・テーマ）
2. 太陽の子守歌
3. 魚になれた日 (Sax Version)
4. 未知への潜行
5. 光と静寂のデュオ
6. 魚になれた日 (Piano Solo Version)
7. 深い海
8. Reflections on the sea
9. 君を守るから
10. 色のない世界
11. 魚になれた日 (Strings Version)
12. 桜花火
13. Sweet Water
14. 地球に生まれて (TV Version)
15. 魚になれた日（エンディング・テーマ）

『Angel Feather Voice 2』（エンジェル・フェザー・ボイス）
2011年12月21日発売
作詞・作曲・編曲：黒石ひとみ 歌：Hitomi（黒石ひとみ）
1. Continued Story（コードギアス 反逆のルルーシュR2 O.S.T.2）
2. 天への祈り（シャングリ・ラ O.S.T.2）
3. 胡鳥夢幻（シャングリ・ラ O.S.T.）
4. Sensibility（コードギアス 反逆のルルーシュR2 O.S.T.）
5. 僕は、鳥になる。（コードギアス 反逆のルルーシュR2 O.S.T.2）
6. With You（コードギアス 反逆のルルーシュO.S.T.2）
7. はじまりの朝に光あれ。〈セルフカバーver.〉（シャングリ・ラ O.S.T.）
8. 耳飾りの約束（シャングリ・ラ O.S.T.）
9. Strange Girl 〈Remix〉（コードギアス 反逆のルルーシュR2 O.S.T.2）
10. Lullaby of M（コードギアス 反逆のルルーシュR2 O.S.T.）
11. 月に隠せし蝶の夢 〈セルフカバーver.〉（シャングリ・ラ O.S.T.2）
12. PLANETES [affettuoso]（プラネテス O.S.T.2）
13. Starboard 〈Angel Feather Ver. 新録〉（ラストエグザイル -銀翼のファム- エンディング曲アナザーバージョン-）
14. Lost Friend 〈Remix〉（ラストエグザイル O.S.T.）
15. Nunnally（コードギアス 反逆のルルーシュR2 O.S.T.2）
16. シャングリ・ラを目指して（シャングリ・ラ O.S.T.）
17. Over The Sky 〈Angel Feather Ver.〉（ラストエグザイル O.S.T.）

『LASTEXILE 銀翼のファム O.S.T.』サウンドトラック
2011年12月21日発売）
『LASTEXILE 銀翼のファム O.S.T.2』サウンドトラック
2012年3月28日発売）
『八犬伝—東方八犬異聞—』オリジナルサウンドトラック
2枚組CD 2013年5月29日発売）
『地球のみんな・Walking Tour』CD＆DVD
2013年5月31日発売 CD・DVDの2枚組）
【CD】
1. 地球のみんな
2. Walking Tour
3. 美しの里（混声四部合唱）
4. 奇跡の地（混声四部合唱）
5. Walking Tour (Airy Mix)
6. 地球のみんな (Vocal Less)

【DVD映像】WALKING TOUR
『八犬伝—東方八犬異聞—』オリジナルサウンドトラックvol.2 CD
（2013年10月9日発売）
『もっと素敵になるために』CD
2013年12月21日発売）
1. 願い
2. いつか帰るから
3. 異界の小舟
4. 花紀行
5. 君を守るから
6. 鈴風と僕と自転車と
7. 昼凪
8. 地球に生まれて
9. Sweet Water
10. 想いをのせて
11. あなたに感謝
12. Walking Tour (Airy Mix)